# Jernved Sogn
Jernved Sogn ist eine Kirchspielsgemeinde (dän.: Sogn)  im südlichen Dänemark. Bis 1970 gehörte sie zur Harde Gørding Herred im damaligen Ribe Amt, danach zur Ribe Kommune im erweiterten Ribe Amt, die im Zuge der  Kommunalreform zum 1. Januar 2007 in der „neuen“  Esbjerg Kommune in der Region Syddanmark aufgegangen ist.
Im Kirchspiel leben 1834 Einwohner, davon 313 im Kirchdorf Jernved und 1050 im Kirchdorf Gredstedbro (Stand:1. Januar 2023). Im Kirchspiel liegt die Kirche „Jernved Kirke“ und „Gredstedbro Kirke“.
Nachbargemeinden sind im Norden Bramming Sogn, im Südosten Kalvslund Sogn, im Südwesten Hjortlund Sogn, im Westen Vilslev Sogn und im Nordwesten Hunderup Sogn.